# Obereopsis annamensis
Obereopsis annamensis är en skalbaggsart som beskrevs av Stefan von Breuning 1957. Obereopsis annamensis ingår i släktet Obereopsis och familjen långhorningar. Inga underarter finns listade i Catalogue of Life.